# Härten (Computer)
Unter Härten (englisch Hardening) versteht man in der Computertechnik, die Sicherheit eines Systems zu erhöhen, indem nur dedizierte Software eingesetzt wird, die für den Betrieb des Systems notwendig ist und deren unter Sicherheitsaspekten korrekter Ablauf garantiert werden kann. Das System soll dadurch besser vor Angriffen geschützt sein.
Das National Institute of Standards and Technology definiert Härten in der IT-Sicherheit wie folgt: „Ein Prozess, der dazu dient, eine Angriffsmöglichkeit zu eliminieren, indem Schwachstellen gepatcht und nicht benötigte Dienste abgeschaltet werden.“
Ziel ist es, ein System zu schaffen, das von vielen, auch weniger vertrauenswürdigen Personen benutzt werden kann. Beispielsweise gibt es für Gentoo Linux das hardened-Projekt, das eine Kernel-Version sowie weitere Systemdienste zusammenstellt, mit denen ein sicheres Linux-System auch für fremde Nutzer bereitgestellt werden kann.

## Ziele
In der Praxis haben sich als Ziele von Härtungsmaßnahmen herausgebildet:
- die Reduktion der Möglichkeiten zur Ausnutzung von Verwundbarkeiten
- die Minimierung der möglichen Angriffsmethoden
- die Beschränkung der einem Angreifer nach einem erfolgreichen Angriff zur Verfügung stehenden Werkzeuge
- die Minimierung der einem Angreifer nach einem erfolgreichen Angriff zur Verfügung stehenden Privilegien
- die Erhöhung der Wahrscheinlichkeit der Entdeckung eines erfolgreichen Angriffs

Als Nebenziel der Härtung kann auch eine mögliche Verringerung der Komplexität und des Wartungsaufwands des Systems gesehen werden, die zu einer höheren Beherrschbarkeit und damit einer Minimierung von Administrationsfehlern führen kann.

## Methoden
Übliche Methoden der Härtung sind beispielsweise:
- Entfernung oder Deaktivierung von für den Betrieb nicht zwingend erforderlichen Softwarekomponenten
- Verwendung unprivilegierter Benutzerkonten zur Ausführung von Server-Prozessen
- Anpassung von Dateisystemrechten und ihrer Vererbung
- Verwendung von chroot oder anderen Jails für die Ausführung von Software
- Verwendung von Mandatory Access Control
- Nutzung von Verschlüsselung, z. B. für Datenübertragung
- Verwendung möglichst fehlerfreier Software ohne bekannte Verwundbarkeiten

Ein Betriebssystem ist als „gehärtetes System“ zu bezeichnen,
- wenn Adressbereiche für Programmbibliotheken (ASLR) und Programme (PIE) zufällig im virtuellen Speicher zugewiesen werden; ASLR kann nur vom Hersteller dieser Bibliotheken zum Erstellungszeitpunkt realisiert werden, nicht nachträglich im Betrieb,
- wenn nur die Komponenten und Dienste installiert sind, die zum eigentlichen Betrieb benötigt werden,
- wenn alle nicht benötigten Benutzerkonten gelöscht sind,
- wenn alle nicht benötigten Ports geschlossen sind,
- wenn restriktive Rechte gesetzt sind,
- wenn straffe Systemrichtlinien vergeben sind.

Härtungsmaßnahmen sind getrennt von anderen Sicherungsmaßnahmen wie Patchzyklen, der Einführung von Antivirus-Lösungen, Firewalls oder IDS/IPS zu betrachten, die komplementäre Methoden der Prävention darstellen.